# Brakická voda

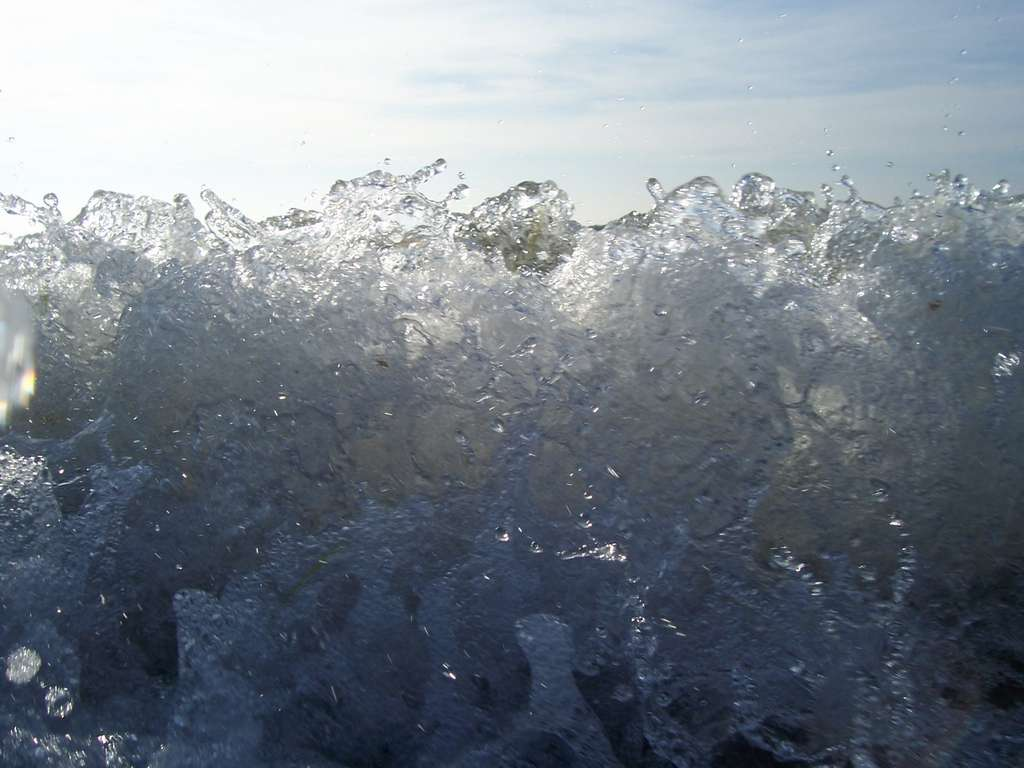
Voda z Baltského moře má nízkou salinitu, a jedná se tedy o brakickou vodu.

Brakická voda je voda, která má koncentraci solí mezi mořskou a sladkou vodou. Je slanější než sladká voda, ale není tak slaná jako voda mořská. Vyskytuje se v místech, kde se slaná mořská voda míchá s vodou sladkou. Nejčastěji to bývá v ústích řek, někdy brakická voda tvoří celá moře.
Brakická voda obsahuje od 0,5 do 30 g solí na litr.

## Příklady brakických vod
- Baltské moře – největší plocha brakické vody na světě
- Kaspické moře
- Azovské moře
- ústí Temže – ve východním Londýně
- Amazonka – snižuje slanost okolních oceánů stovky kilometrů daleko
- Río de la Plata – říční ústí na pomezí Argentiny a Uruguaye
- Pangong Tso – jezero v západní části Himálaje, nachází se na hranici severoindického Ladakhu a Číny. Je původně slané, ale přitékající voda z tavných ledovců postupně snížila jeho salinitu.